# Ramón S. Castillo
Ramón S. Castillo Barrionuevo (San Fernando del Valle de Catamarca, 20 novembre 1873 – Buenos Aires, 10 ottobre 1944) è stato un politico argentino, Presidente dell'Argentina dal 27 giugno 1942 al 4 giugno 1943.
Membro del Partito Democratico, era uno degli esponenti di spicco dell'ala conservatrice della coalizione elettorale Concordancia. Castillo fu una delle principali figure nel cosiddetto decennio infame, periodo caratterizzato da brogli elettorali e corruzione sistematica .

## Biografia
Castillo si è laureato in legge all'Università di Buenos Aires (UBA) e ha poi intrapreso la carriera giudiziaria. Raggiunse la Camera d'Appello di diritto commerciale prima di ritirarsi e dedicarsi all'insegnamento. È stato professore e rettore dell'UBA tra il 1923 e il 1928.
Nel 1930 Castillo fu nominato Interventore Federale della provincia di Tucumán. Dal 1932 al 1935 fu eletto al Senato per la provincia di Catamarca per il Partito Nazionale Democratico e fu anche Ministro degli Interni.
Dal 1938 al 1942, Castillo fu vicepresidente dell'Argentina sotto il presidente Roberto M. Ortiz che, come candidato di Concordancia, si era aggiudicato le elezioni grazie a numerosi brogli. Dal 3 luglio 1940 al 27 giugno 1942 ricoprì la carica di Presidente ad interim a causa della malattia del Presidente Ortiz, che si dimise solo meno di un mese prima della sua morte. Castillo mantenne la neutralità dell'Argentina durante la seconda guerra mondiale. Fu rovesciato dal colpo di Stato militare della Rivoluzione del '43 nel bel mezzo di un impopolare tentativo di imporre Robustiano Patrón Costas come suo successore.